# インターカリビアン航空
インターカリビアン航空(インターカリビアンこうくう) は、英領タークス・カイコス諸島のプロビデンシアレス島を拠点にする航空会社。カリブ海地域に路線を展開している。
運航機材はエンブラエル EMB 120、エンブラエル ERJ 145、デ・ハビランド・カナダ DHC-6である。

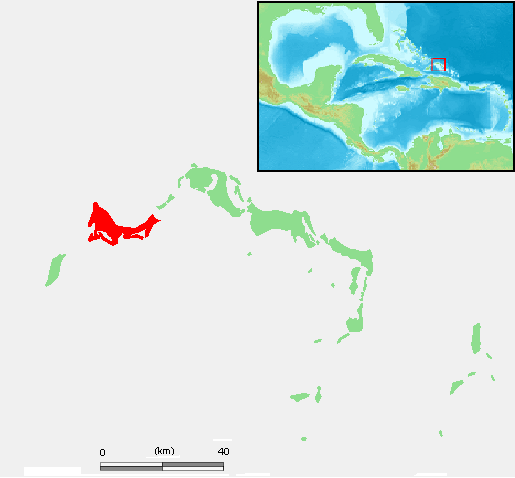
島の位置